# 109 Piscium b
109 Piscium b (HD 10697 b) – planeta orbitująca wokół gwiazdy 109 Piscium, odkryta 14 listopada 1999 roku za pomocą Teleskopów Kecka, metodą pomiaru prędkości radialnej. Jej masę szacuje się na około 6,38 mas Jowisza, dlatego też zalicza się ją do tzw. gazowych olbrzymów.
Odkrywcy na podstawie ogrzewania słonecznego oszacowali jej efektywną temperaturę na 264 K, jednak ze względu na ciepło wewnętrzne 109 Piscium b może być ona większa o 10-20 K.
Wstępne pomiary astrometryczne wykazały, że inklinacja wynosi 170,3°, natomiast masa sięga 38 mas Jowisza, co kwalifikowałoby go jako brązowego karła. Jednakże kolejne badania mogą wykazać, że dotychczasowe pomiary były dalekie od precyzji, stąd też faktycznie masa i inklinacja 109 Piscium b nadal pozostają nieznane.